# Episodi di Alcoa Presents: One Step Beyond (prima stagione)
La prima stagione della serie televisiva Alcoa Presents: One Step Beyond è stata trasmessa in anteprima negli Stati Uniti d'America dalla ABC tra il 20 gennaio 1959 e il 16 giugno 1959.
| nº | Titolo originale               | Titolo italiano | Prima TV USA     | Prima TV Italia |
| -- | ------------------------------ | --------------- | ---------------- | --------------- |
| 1  | The Bride Possessed            |                 | 20 gennaio 1959  |                 |
| 2  | Night of April 14th            |                 | 27 gennaio 1959  |                 |
| 3  | Emergency Only                 |                 | 3 febbraio 1959  |                 |
| 4  | The Dark Room                  |                 | 10 febbraio 1959 |                 |
| 5  | Twelve Hours to Live           |                 | 17 febbraio 1959 |                 |
| 6  | Epilogue                       |                 | 24 febbraio 1959 |                 |
| 7  | The Dream                      |                 | 3 marzo 1959     |                 |
| 8  | Premonition                    |                 | 10 marzo 1959    |                 |
| 9  | The Dead Part of the House     |                 | 17 marzo 1959    |                 |
| 10 | The Vision                     |                 | 24 marzo 1959    |                 |
| 11 | The Devil's Laughter           |                 | 31 marzo 1959    |                 |
| 12 | The Return of Mitchell Campion |                 | 7 aprile 1959    |                 |
| 13 | The Navigator                  |                 | 14 aprile 1959   |                 |
| 14 | The Secret                     |                 | 21 aprile 1959   |                 |
| 15 | The Aerialist                  |                 | 28 aprile 1959   |                 |
| 16 | The Burning Girl               |                 | 5 maggio 1959    |                 |
| 17 | The Haunted U-Boat             |                 | 12 maggio 1959   |                 |
| 18 | Image of Death                 |                 | 19 maggio 1959   |                 |
| 19 | The Captain's Guests           |                 | 26 maggio 1959   |                 |
| 20 | Echo                           |                 | 2 giugno 1959    |                 |
| 21 | Front Runner                   |                 | 9 giugno 1959    |                 |
| 22 | The Riddle                     |                 | 16 giugno 1959   |                 |